# Рогозче
Рогозче е село в Южна България. То се намира в община Джебел, област Кърджали.

## География
Село Рогозче се намира в планински район. Селото е отдалечено на 25 километра от град Кърджали.

## Население
Преброяване на населението през 2011 г.
Численост и дял на етническите групи според преброяването на населението през 2011 г.:
|                     | Численост | Дял (в %) |
| Общо                | 103       | 100,00    |
| Българи             | 6         | 5,82      |
| Турци               | 85        | 82,52     |
| Цигани              | 0         | 0,00      |
| Други               | 0         | 0,00      |
| Не се самоопределят | 0         | 0,00      |
| Неотговорили        | 0         | 0,00      |